# Kim Pchjong-il
Kim Pchjong-il (čosongul: 김평일, hanča: 金平一, v anglickém přepisu Kim Pyong-il; * 19. srpna 1954 Pchjongjang, Severní Korea) je severokorejský diplomat, polorodý bratr Kim Čong-ila a strýc Kim Čong-una.

## Osobní život
Kim Pchjong-il začal diplomatickou kariéru v roce 1979, kdy se stal velvyslancem v Jugoslávii.
Od roku 1988 působil jako velvyslanec v Maďarsku, na protest proti navázání diplomatických styků Maďarska s Jižní Koreou se ale v roce 1989 přesunul do Bulharska a následně do Finska. Když v roce 1998 Severní Korea zavřela velvyslanectví ve Finsku, stal se ambasadorem v Polsku. Zde působil šestnáct let a jeho dvě děti (dcera Kim Un-song a syn Kim In-kang) zde chodily na vysokou školu.
Před smrtí svého bratra Kim Čong-ila se Kim Pchjong-il vrátil v létě roku 2011 krátce do Pchjongjangu, byl zde ale v domácím vězení, protože už byl v chodu proces předání moci a struktury v KLDR se snažily zabránit tomu, aby do tohoto procesu zasáhl.
V roce 2015 byl jmenován velvyslancem KLDR v České republice. Spekulovalo se, že byl převelen za trest, protože údajně nebyl loajální ke komunistickému režimu. V prosinci 2018 se v Praze zúčastnil akce u příležitosti sedmého výročí úmrtí svého bratra Kim Čong-ila. V listopadu roku 2019 se vrátil do vlasti. Podle jihokorejského listu Čungang ilbo byl povolán zpátky do Severní Koreje, aby nad ním měl Kim Čong-un větší kontrolu. V pozici velvyslance ho nahradil Ču Won-čchol.